# John A. Garcia
John A. Garcia (nascido em 1979) é um empreendedor, filántropo americano. Foi presidente da NovaLogic.
Garcia nasceu na Galiza (Espanha) e veio para os Estados Unidos junto com a família, que fugia da ditadura de Franco.